# الكترونيات الصناعة الزراعية

## إلكترونيات الصناعة الزراعية
إلكترونيات الصناعة الزراعية هي شراكة دولية بين الشركات المصنعة وشركات الجرارات لتنفيذها في الصناعة الزراعية. تأسست إلكترونيات الصناعة الزراعية عام 2008 من قبل جون ديير وشركة سي أن اتش وكلاس وايجكو ومجموعة كيفيرلاند وجريمي وبوتنقر.
الهدف من هذه الشراكة هو تعزيز توحيد المعايير الإلكترونية والتأكد من إمكانية توصيل الأدوات والجرارات من العلامات التجارية المختلفة دون أي مشاكل. في مؤسسة إلكترونيات الصناعة الزراعية تعمل مجموعات المشروع السبع على تحقيق التوحيد القياسي في الصناعة الزراعية وحل المشاكل معًا، في جميع أنحاء العالم انضمت أكثر من مائة شركة نشطة في الصناعة إلى إلكترونيات الصناعة الزراعية.

## روابط خارجية
الموقع الرسمي
قاعدة البيانات
https://www.clubofbologna.org/ew/documents/1.3_Van_der_Vlugt.pdf